# Calgary Tigers
Die Calgary Tigers waren eine kanadische Eishockeymannschaft aus Calgary, Alberta. Die Mannschaft spielte zwischen 1921 und 1936 in der Western Canada Hockey League.

## Geschichte
Die Calgary Tigers wurde 1921 als Franchise der erstmals ausgetragenen Western Canada Hockey League gegründet. In dieser spielten sie insgesamt fünf Jahre lang, bis die Liga aufgelöst wurde. In der Saison 1923/24 gewann die Mannschaft die Meisterschaft der WCHL. In dieser Funktion trat das Team in den Finalspielen um den Stanley Cup an, unterlag dort jedoch den Canadiens de Montréal aus der National Hockey League mit zwei Niederlagen. In der Saison 1926/27 traten die Tigers in der Prairie Hockey League an. Anschließend war die Mannschaft fünf Jahre lang inaktiv, ehe sie zur Saison 1932/33 reaktiviert wurde und in die einmalig ausgetragene Western Canada Hockey League wechselte, deren Titel sie ebenfalls auf Anhieb gewann. Zuletzt spielten die Tigers von 1933 bis 1936 in der North West Hockey League, ehe das Team endgültig aufgelöst wurde. In der Saison 1933/34 wurden sie dort ebenfalls Meister.

## Bekannte Spieler
- Harry Oliver